# Antoine Fréchette
Pour les articles homonymes, voir Fréchette.
Antoine Fréchette (né le 22 août 1905 et mort le 17 avril 1978) est un agent d'assurance et homme politique fédéral du Québec.

## Biographie
Né à Saint-Alexandre dans le Bas-Saint-Laurent, il tenta à deux reprises de devenir député progressiste-conservateur dans la circonscription de Témiscouata, mais fut défait par le libéral Jean-François Pouliot en 1953 et le libéral Jean-Paul Saint-Laurent en 1957. Élu dans Témiscouata en 1958, il fut défait par le créditiste Philippe Gagnon dans Rivière-du-Loup—Témiscouata en 1962.